# Русские Горенки
Русские Горенки — село в Горенском сельском поселении Карсунского района Ульяновской области.

## География
Село расположено на левом берегу реки Горенки в 20 км к северо-западу от Карсуна.

## История
Село основано в 1672 году солдатом Выборного полка Иваном Герасимовичем Суворовым «со товарищами». 
В 1677 году в селе была построена церковь в честь Воздвиженья Честного и Животворящего Креста Господня и по названию церкви село стало называться Воздвиженская слобода.
В 1685 году у горенцев (Татгоренки) возник долгий поземельный спор с группой солдат из соседнего села Воздвиженская Слобода (нынешние Русские Горенки). Солдаты захватили часть их земель, построив там церковь и дома. Писцы, проверив межу по документам и свидетельствам 66 старожилов окрестных поселений, решили спор в пользу Тат. горенцев. Записано было: «И та земля им, салдатом, велено очистить, церковь снесть на дачю их же братьи салдат... А дворы снесть на свою дачю...». Зачинщика захвата И. Г. Суворова освободили от командирской должности.
На 1780 год — создания Симбирского наместничества, существовали две Горенки — деревня Горенки (стала Татарской Горенкой) и село Горенки (стало Русской Горенкой).
После административной реформы 1796 года село в Карсунском уезде Симбирской губернии. Через него проходил оживлённый торговый самарский тракт, благодаря которому жители села имели немалую выгоду и доход.
На 1859 год село Горинки относилось ко 2-му стану, на Саранском коммерческом тракте, по правому берегу р. Суры.
В 1861 году село Горинки стало центром Горинской волости.
В 1864 году был построен прихожанами деревянный тёплый храм, обнесённый деревянной оградой. Престол в нём один в честь Воздвижения животворящего Креста Господня.
В 1897 году деревня и село стали разделятся на: с. Горинки и д. Татарские Горинки.
В 1913 году село и деревня Горинки уже стали разделятся на село Русские Горинки и деревню Татарские Горинки. 
В 1924 году село входило в Русско-Горинский с/с Карсунскую волость Карсунский уезд Ульяновской губернии.
В советский период, в 1931 году в Русских Горенках был организован колхоз «Заря». В 1957 году заместителем председателя колхоза «Заря» работал будущий писатель Нарышкин Николай Васильевич.
В Великую Отечественную войну погибло 120 сельчан.
Во второй половине XX и в начале XXI века пошёл резкий спад населения, и в 2010 году в селе проживало лишь 104 человека.

## Население
| Год  | Число дворов | Число жителей | Примечания |
| ---- | ------------ | ------------- | --- |
| 1780 |              | 376           | Село Горенки, при реке Горенке, крещеных татар, служилых татар; Деревня Горенки, при реке Горенке, крещеных татар, служилых татар |
| 1859 | 124          | 1046          | Удельные крестьяне. Одна православная церковь.                                                                                    |
| 1897 | 216          | 1180          | Церковь, школа, волостное правление. (Ещё пишется село Горенки, а деревня уже пишется Татарская Горенки).                         |
| 1913 | 328          | 1760          | Церковь, школа, волостное правление.                                                                                              |
| 1924 | 360          | 1997          | есть школа 1-й ступени. |
| 1931 | 378          | 1405          | |
| 2010 |              | 104           | |

## Достопримечательности
- Обелиск (1975 г.)[12]

## Улицы
ул. Заречная, ул. Мира, ул. Молодежная, ул. Набережная, ул. Нагорная, ул. Победы, ул. Полевая, ул. Почтовая, ул. Родниковая, Садовый пер., ул. Советская, Сурский пер., ул. Фрунзе, ул. Центральная.